# Maximiliano de Hesse-Kassel
Maximiliano de Hesse-Kassel (Marburgo, 28 de mayo de 1689-Kassel, 8 de mayo de 1753) fue un príncipe de Hesse-Kassel y Generalfeldzeugmeister, Generalfeldmarschall y finalmente Reichsgeneralfeldmarschall en el ejército del Sacro Imperio Romano Germánico.

## Biografía
Maximiliano era el noveno hijo del landgrave Carlos I de Hesse-Kassel (1654-1730) y de su esposa, María Amalia (1653-1711), hija de Jacobo Kettler, duque de Curlandia. 
En 1720, contrajo matrimonio con Federica Carlota de Hesse-Darmstadt (1698-1777), una hija del landgrave Ernesto Luis de Hesse-Darmstadt. El matrimonio estaba destinado a simbolizar la nueva armonía entre Hesse-Kassel y Hesse-Darmstadt, pero se complicó por la molestia de las dos familias por su lujoso estilo de vida. En 1723, su padre dio a Maximiliano el dominio de Jesberg, que incluía la finca de Richerode. En Jesberg, Maximiliano construyó el Palacio de Jesberg en estilo barroco y en el bosque cercano construyó el 'Prinzessingarten' para sus hijas. Era un apasionado de la música, manteniendo una orquesta de corte propia, pero esto lo hundió en las deudas. 

## Matrimonio e hijos
Tuvo ocho hijos:
1. Carlos (30 de septiembre de 1721-23 de noviembre de 1722).
2. Ulrica Federica Guillermina (31 de octubre de 1722-28 de febrero de 1787), desposó en 1752 al duque Federico Augusto I de Oldemburgo.
3. Cristina Carlota (11 de febrero de 1725-4 de junio de 1782), desde el 17 de abril de 1765 canonesa de la Abadía de Herford, desde el 12 de julio de 1766 co-abadesa de Herford.
4. María (25 de febrero de 1726-14 de marzo de 1727).
5. Guillermina (25 de febrero de 1726-8 de octubre de 1808), desposó en 1752 al príncipe Enrique de Prusia, hermano menor del rey Federico II el Grande.
6. Un niño nacido muerto (n. y m. octubre de 1729).
7. Isabel Sofía Luisa (10 de noviembre de 1730-4 de febrero de 1731).
8. Carolina Guillermina Sofía (10 de mayo de 1732-22 de mayo de 1759 en Zerbst), desposó en 1753 al príncipe Federico Augusto de Anhalt-Zerbst, hermano menor de Catalina la Grande.